# Elisabeth Young-Bruehl
Elisabeth Young-Bruehl,  née Elisabeth Bulkley Young le 3 mars 1946 à Elkton (Maryland), et morte à Toronto le 1er décembre 2011, est une philosophe, universitaire, essayiste et psychanalyste américaine. Elle est surtout connue pour ses biographies d'Hannah Arendt et d'Anna Freud.

## Biographie
Les origines de sa grand-mère maternelle remonte au Mayflower, par les familles Hooker et Bulkley installées ensuite dans le Connecticut, sa famille paternelle est originaire de Williamsburg. Elle fait ses études secondaires dans le Delaware, puis étudie au Sarah Lawrence College et à la New School for Social Research où elle obtient une licence de philosophie. Elle prépare ensuite un master et un doctorat en philosophie, sous la direction d'Hannah Arendt qui enseigne alors à la New School for Social Research. Après son doctorat qu'elle obtient en 1974, elle est assistante de philosophie à l'université Wesleyenne dans le Connecticut.
Hannah Arendt meurt en 1975, et Young-Bruehl lui consacre une biographie, publiée en 1982, qui est encore un ouvrage de référence sur la vie d'Hannah Arendt et remporte le prix Alfred Harcourt pour les biographies et mémoires en 1982. Il a été traduit dans plusieurs langues et réédité. Elle est l'auteur de plusieurs essais, notamment The Anatomy of Prejudices qui remporte le prix de l'Association of American Publishers pour le meilleur livre de psychologie en 1996.
Young-Bruehl s'intéresse à la psychanalyse et, en 1983, commence une formation psychanalytique à New Haven. Durant sa formation, elle écrit une biographie d'Anna Freud, publiée en 1988 sous le titre Anna Freud, une vie. 
Au début des années 1990, elle s'installe à Philadelphie, où elle enseigne au Haverford College. Elle se forme comme psychanalyste à l'Association psychanalytique de Philadelphie, dont elle est diplômée en 1999. Elle commence une pratique privée en tant que psychanalyste, d'abord à Philadelphie puis à New York. Elle s'installe à Toronto en 2007 et devient membre de la Société de psychanalyse de Toronto.
Elle meurt d'une embolie pulmonaire le 1er décembre 2011.

## Publications

### Ouvrages
- Conor Cruise O'Brien: An Appraisal, avec Joanne L. Henderson, Proscenium Press, 1974  (ISBN 0-912262-33-8)
- Freedom and Karl Jasper's Philosophy, Yale University Press, 1981  (ISBN 0-300-02629-3)
- Hannah Arendt : Biographie, Calmann-Lévy, 1999  (ISBN 978-2702130377) (Hannah Arendt: For Love of the World, Yale University Press 1982,  (ISBN 0-300-02660-9); Second Edition Yale University Press, 2004  (ISBN 0-300-10588-6))
- Vigil, Louisiana State University Press, 1983  (ISBN 0-8071-1075-2)
- Anna Freud, Payot, 1991  (ISBN 978-2228883221) (Anna Freud: A Biography, Summit Books, New York, 1988  (ISBN 0-671-61696-X))
- Mind and the Body Politic, Routledge, Independence, Kentucky, 1989  (ISBN 0-415-90118-9)
- Creative Characters, Routledge, 1991  (ISBN 0-415-90369-6)
- Freud on Women: A Reader (editor), Norton, 1992  (ISBN 0-393-30870-7)
- Global Cultures: a Transnational Short Fiction Reader, Wesleyan University Press, 1994  (ISBN 0-8195-6282-3)
- The Anatomy of Prejudices, Harvard University Press, 1996  (ISBN 0-674-03190-3)
- Subject to Biography: Psychoanalysis, Feminism, and Writing Women's Lives, Harvard University Press, 1999,  (ISBN 0-674-85371-7)
- Cherishment: a Psychology of the Heart , avec Faith Bethelard, Free Press, 2000  (ISBN 0-684-85966-1)
- Where Do We Fall When We Fall in Love? Other Press (NY), 2003  (ISBN 1-59051-068-2)
- Why Arendt Matters, Yale University Press, 2006  (ISBN 978-0-300-12044-8)
- Childism: Confronting Prejudice Against Children, Yale University Press, 2012  (ISBN 978-0-300-17311-6)

### Documents sonores
- « The Promise of Hannah Arendt’s Politics », conférence, avril 2010 .